# فضل المدنية
فضل المدنية جارية وشاعرة ومغنية وأديبة من أديبات الأنجلس.

## سيرتها
كانت فضل المدنية جارية مملوكة لعبد الرحمن بن الحكم أحد أمراء الأندلس، وقد اشتراها من المدينة المنورة حيث تعلمت الغناء والموسيقى وبرعت فيهما لذلك سُميت بالمدنية، ويُقال أنها عاشت في بغداد قبل أن تنتقل للمدينة المنورة، وأنها كانت جارية لإحدى بنات الخليفة العباسي هارون الرشيد.